# Вартхаузен
Вартхаузен (нем. Warthausen) — община в Германии, в земле Баден-Вюртемберг. С 1696 г. принадлежала графам Штадион, устроившим здесь свою резиденцию.
Подчиняется административному округу Тюбинген. Входит в состав района Биберах. Население составляет 5008 человек (на 31 декабря 2010 года). Занимает площадь 26,00 км².

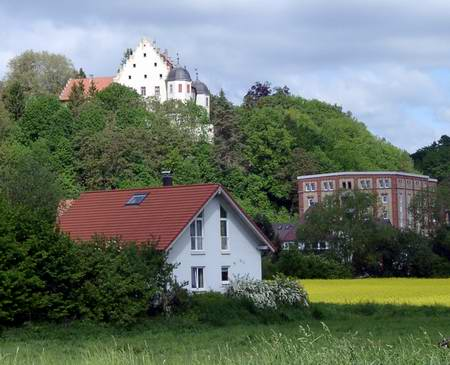
Замок Вартхаузен
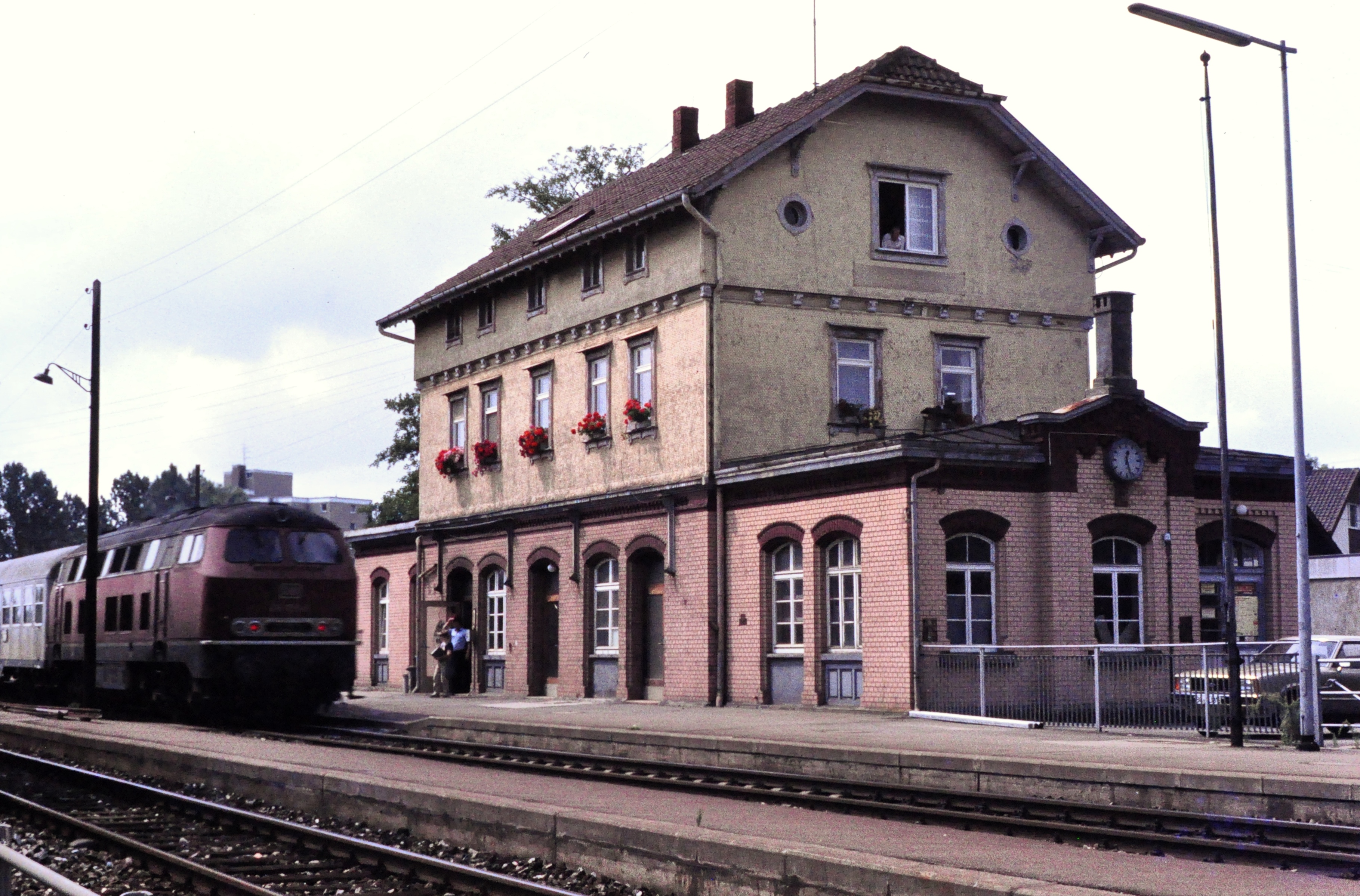
Вокзал
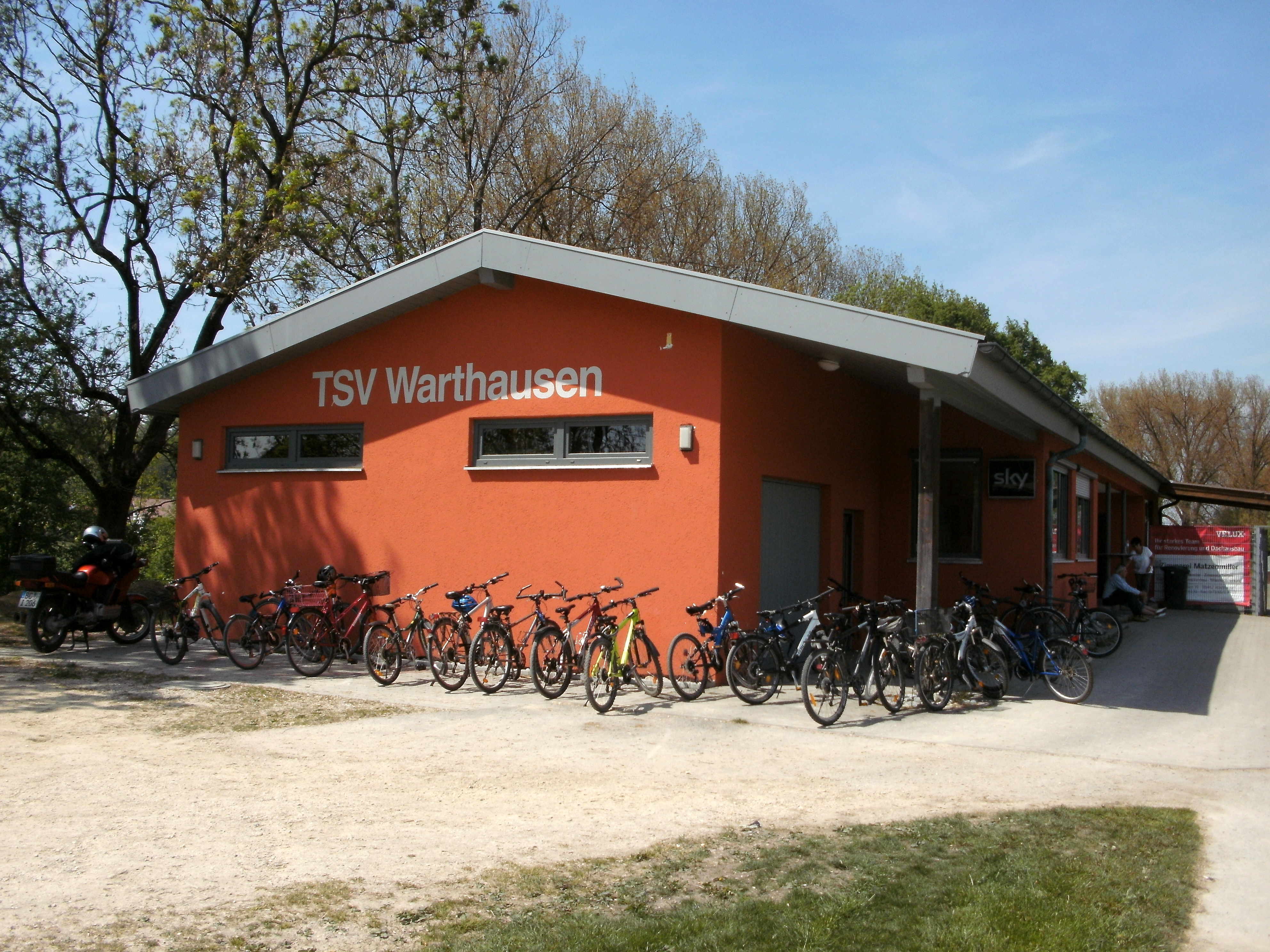
Спортивный магазин